# E (vídeo)
E (estilizado como Ǝ) é uma coleção em DVD/VHS de videoclipes do rapper Eminem. Foi lançada em 19 de dezembro de 2000, e inclui versões sem cortes das canções abaixo:

## Faixas
| N.º | Título                   | Duração |  |
| 1.  | "Stan"                   |         |  |
| 2.  | "The Way I Am"           |         |  |
| 3.  | "The Real Slim Shady"    |         |  |
| 4.  | "Role Model"             |         |  |
| 5.  | "Guilty Conscience"      |         |  |
| 6.  | "My Name Is"             |         |  |
| 7.  | "Just Don't Give a Fuck" |         |  |
| 8.  | "Stan: Behind the Scene" |         |  |
| 9.  | "The Mather's Home"      |         |  |
| 10. | "Shit on You"            |         |  |

Contém também o making of do vídeo de "Stan" e entrevistas com Dr. Dre, Dido e Devon Sawa.

## Paradas
| Parada (2001)                    | Posição |
| -------------------------------- | ------- |
| US Music Video Sales (Billboard) | 5       |